# Afrikaspiele 2019/Leichtathletik – 100 m Hürden der Frauen
Der 100-Meter-Hürdenlauf der Frauen bei den Afrikaspielen 2019 fand am 27. und 28. August im Stade Moulay Abdallah in Rabat statt.
13 Hürdenläuferinnen aus neun Ländern nahmen an dem Wettbewerb teil. Die Goldmedaille gewann Tobi Amusan mit 12,68 s, was auch ein neuer Rekord der Afrikaspiele war, Silber ging an Marthe Koala mit 13,20 s und die Bronzemedaille gewann Taylon Bieldt mit 13,40 s.

## Rekorde
| Weltrekord        | Kendra Harrison | 12,20 s | Olympische Spiele in London, Vereinigtes Königreich | 22. Juli 2016      |
| Rekord der Spiele | Glory Alozie    | 12,74 s | Afrikaspiele in Johannesburg, Südafrika             | 18. September 1999 |

## Halbfinale
Aus den zwei Halbfinalläufen qualifizierten sich die jeweils drei Ersten jedes Laufes – hellblau unterlegt – und zusätzlich die zwei Zeitschnellsten – hellgrün unterlegt – für das Finale.

### Lauf 1
27. August 2019, 15:50 Uhr

Wind: +2,2 m/s
| Platz | Bahn | Athletin             | Land           | Zeit (s) |
| ----- | ---- | -------------------- | -------------- | -------- |
| 1     | 6    | Tobi Amusan          | Nigeria        | 12,69 GR |
| 2     | 4    | Rosvitha Okou        | Elfenbeinküste | 13,63    |
| 3     | 5    | Sidonie Fiadanantsoa | Madagaskar     | 13,68    |
| 4     | 8    | Kemi Francis         | Nigeria        | 13,86    |
| 5     | 3    | Linha Ahmed          | Ägypten        | 13,97    |
| 6     | 7    | Adma Faye            | Senegal        | 14,20    |
| 7     | 2    | Madina Touré         | Burkina Faso   | 14,82    |

### Lauf 2
27. August 2019, 15:57 Uhr

Wind: +0,4 m/s
| Platz | Bahn | Athletin            | Land           | Zeit (s) |
| ----- | ---- | ------------------- | -------------- | -------- |
| 1     | 6    | Marthe Koala        | Burkina Faso   | 13,12    |
| 2     | 2    | Karel Elodie Ziketh | Elfenbeinküste | 13,30    |
| 3     | 4    | Taylon Bieldt       | Südafrika      | 13,54    |
| 4     | 5    | Grace Ayemoba       | Nigeria        | 13,59    |
| 5     | 3    | Odile Ahouanwanou   | Benin          | 14,42    |
| 6     | 7    | Cecilia Guambe      | Mosambik       | 14,69    |

## Finale
28. August 2019, 18:29 Uhr

Wind: −0,6 m/s
| Platz | Bahn | Athletin             | Land           | Zeit (s) |
| ----- | ---- | -------------------- | -------------- | -------- |
|       | 4    | Tobi Amusan          | Nigeria        | 12,68 GR |
|       | 7    | Marthe Koala         | Burkina Faso   | 13,20    |
|       | 9    | Taylon Bieldt        | Südafrika      | 13,40    |
| 4     | 2    | Grace Ayemoba        | Nigeria        | 13,46    |
| 5     | 6    | Rosvitha Okou        | Elfenbeinküste | 13,72    |
|       | 5    | Karel Elodie Ziketh  | Elfenbeinküste | DNF      |
|       | 8    | Sidonie Fiadanantsoa | Madagaskar     | DNF      |
|       | 3    | Kemi Francis         | Nigeria        | DNS      |